# Hitlerjugend

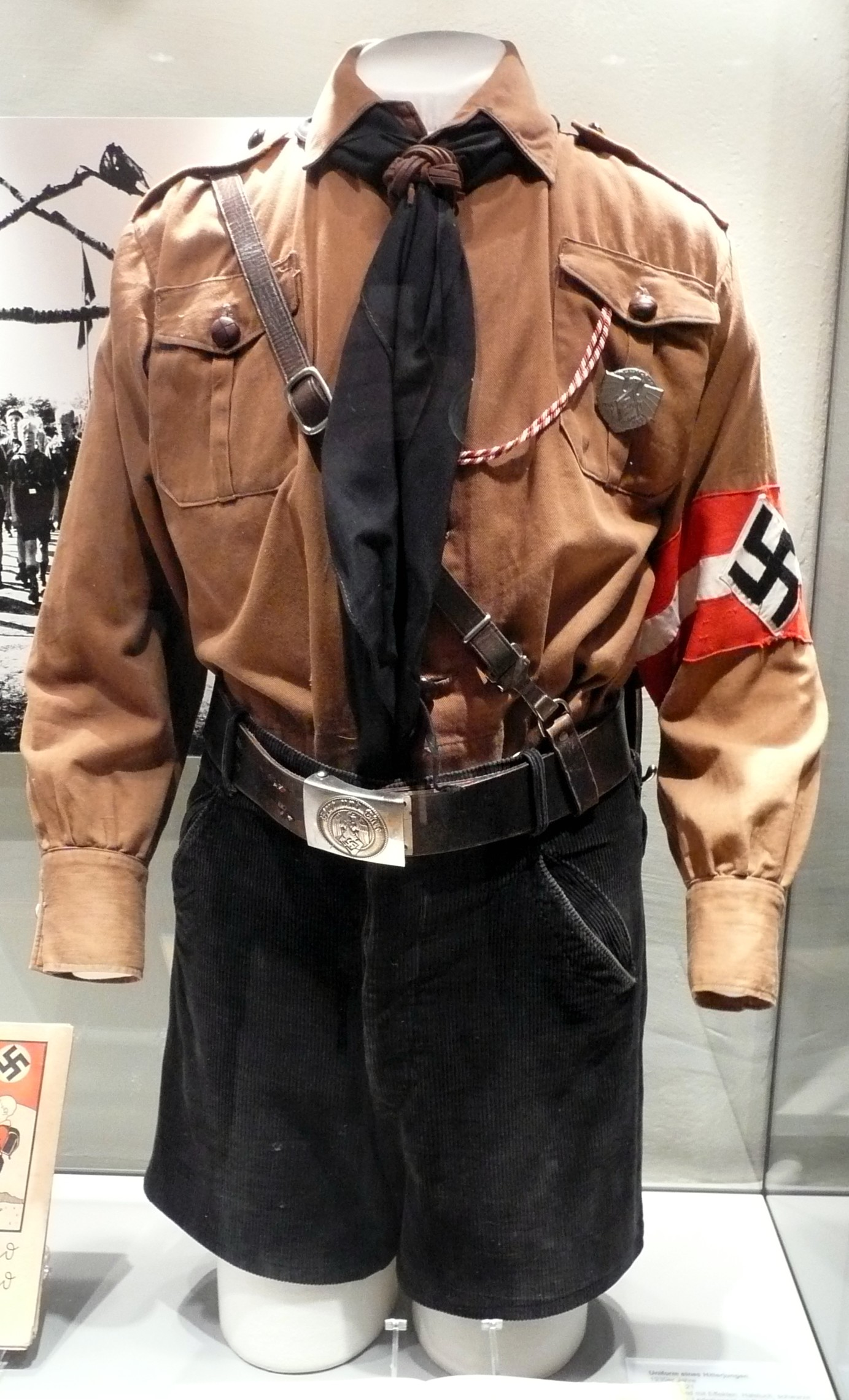
HJ-Uniform aus den 1930er Jahren

Die Hitlerjugend oder Hitler-Jugend (abgekürzt HJ) war die nationalsozialistische Jugendorganisation. Sie wurde ab 1926 nach Adolf Hitler benannt und entwickelte sich ab 1933 von einer Nachwuchsorganisation der NSDAP zu einer Organisation der gesamten deutschen Jugend im „Dritten Reich“. Sie war damit zentrales Instrument der Erziehung im Nationalsozialismus und galt als eine der Organisationen, die in besonderem Maße die propagierte Volksgemeinschaft verkörperten.
Nachdem sie bereits gegen Ende des Zweiten Weltkriegs im April/Mai 1945 faktisch aufgehört hatte zu bestehen, wurde die HJ am 10. Oktober 1945 zusammen mit allen übrigen der NSDAP angeschlossenen Organisationen durch das Kontrollratsgesetz Nr. 2 verboten und aufgelöst, ihr Vermögen wurde beschlagnahmt.
Sie gehört in der Bundesrepublik Deutschland mit allen ihren Untergliederungen zu den verfassungswidrigen Organisationen im Sinne von § 86 StGB. Ihre Symbole und Kennzeichen unterliegen dem Verbreitungsverbot nach § 86a StGB.

## Entwicklung bis 1933

### Kaiserreich
Den historischen Hintergrund der HJ bilden Konzepte zur „Jugendpflege“ im Kaiserreich, die allgemein „Wehrertüchtigung“ und nationale Erziehung der männlichen Jugend zwischen Volksschule und Kaserne vorsahen und seit 1888 in Staatsgesetzen eingeführt wurden. Ende 1916 veranlasste die dritte OHL im Rahmen des Hindenburg-Programms das teils Minderjährige betreffende Gesetz über den vaterländischen Hilfsdienst. Diese militaristischen Konzepte wurden nach der Novemberrevolution in Form zahlreicher „Wehrsportgruppen“ rechtsgerichteter Parteien und paramilitärischer Vereine weitergeführt. Militärische Disziplinierung war auch üblicher Bestandteil der Aktivitäten der meisten nicht parteigebundenen Jugendorganisationen.

### Weimarer Republik
Im März 1922 wurde der „Jugendbund der NSDAP“ als erste offizielle Jugendorganisation der Partei in München gegründet. Die Initiative dazu ging vom NSDAP-Mitglied Adolf Lenk, nicht von der Parteiführung aus. Der Jugendbund war untergliedert in „Jungmannschaften“ (14- bis 16-Jährige) und den „Jungsturm Adolf Hitler“ (16- bis 18-Jährige). Letzterer unterstand unmittelbar der SA und galt als deren Jugendabteilung. Anfangs trugen die Jugendlichen daher die gleiche Uniform wie SA-Angehörige. Folglich wurde der Jugendbund öffentlich und innerparteilich kaum als eigenständige Organisation wahrgenommen.
Nach dem Hitlerputsch 1923 wurde die NSDAP zunächst verboten. Daraufhin löste sich der Jugendbund weitgehend auf. Nach der Wiederzulassung der Partei konkurrierten verschiedene Einzelgruppen daraus unter Decknamen um Anerkennung als Parteijugend: darunter die von Gerhard Roßbach gegründete „Schilljugend“. Kurt Gruber in Plauen im Vogtland gelang es 1926, einige dieser Gruppen zu vergrößern und zur „Großdeutschen Jugendbewegung“ (GDJB) zusammenzuschließen, die sich zunächst auf Sachsen beschränkte. Nach kurzem Machtkampf setzte sich Gruber gegen Roßbach durch und erreichte, dass die GDJB als Parteijugend anerkannt wurde.
Im Juli 1926 in Weimar wurde auf dem zweiten Parteitag der NSDAP, die 1925 wiedergegründet worden war, die GDJB auf einer Sondertagung für Jugendfragen im Vereinslokal „Armbrust“ in „Hitlerjugend, Bund deutscher Arbeiterjugend“ umbenannt. Namensgeber war Hans Severus Ziegler, später stellvertretender Gauleiter in Thüringen; Julius Streicher schlug den Namen erfolgreich vor. Gruber wurde zum „Reichsführer“ der HJ ernannt und in die Reichsleitung der Partei berufen.
Die HJ war fortan die wichtigste Jugendorganisation der NSDAP, blieb aber bis 1932 der SA unterstellt. Mitglied konnte man frühestens mit 14 Jahren werden, mit 18 musste man der NSDAP bzw. (ab 1927) der SA beitreten. Alle HJ-Führer mussten sich schriftlich von NSDAP-Ortsgruppenführern bestätigen lassen. Sie leisteten anfangs keine Jugendarbeit, sondern nahmen an Straßenkämpfen und Aufmärschen der NSDAP teil. Ab 1928 veranstaltete man Heimabende, Gruppenfahrten, Ausflüge. Ab 1929 entstanden HJ-Schülergruppen, die Adrian von Renteln im Nationalsozialistischen Schülerbund (NSS) zusammenführte. Auch das Deutsche Jungvolk von 10- bis 14-Jährigen entstand damals. Die ebenfalls seit 1926 gebildeten „Schwesternschaften“ wurden 1930 in Bund Deutscher Mädel umbenannt.
Am 1. Mai 1931 wurde die Reichsleitung der HJ von Plauen nach München verlegt. Im Oktober 1931 wurde dort innerhalb der Obersten SA-Führung das Amt des „Reichsjugendführers“ eingerichtet und mit Baldur von Schirach besetzt. Schirach, der auf dem Gründungsparteitag nur als Melder fungiert hatte, führte seit 1929 den Nationalsozialistischen Deutschen Studentenbund (NSDStB), und übte sein neues Amt unter Beibehaltung seiner bisherigen Führungsposition aus. Er erhielt den Rang eines SA-Gruppenführers. Damit unterstanden die drei NS-Jugendorganisationen, HJ, Nationalsozialistischer Schülerbund und NSDStB, nun Schirach. Der bisherige Reichsführer der HJ, Gruber, trat am 1. November 1931 von seinem Amt zurück und wurde in den Jugendausschuss der Reichsleitung der NSDAP berufen. Neuer Reichsführer der HJ wurde am 1. November 1931 Adrian von Renteln. Der bislang selbstständige Bund Deutsches Jungvolk wurde der HJ angegliedert: 15-Jährige mussten zur eigentlichen HJ, 18-Jährige weiterhin in die SA wechseln.
Im März 1932 hob Hitler die Eingliederung der HJ in die SA auf, da der SA ein staatliches Verbot drohte. Dennoch wurde die HJ am 13. April 1932 kurzzeitig verboten, arbeitete unter der Bezeichnung NS-Jugendbewegung jedoch weiter. Schirach behauptete, in diesen Monaten habe die HJ 35.000 Mitglieder dazugewonnen. Nach Aufhebung des SA- und HJ-Verbots übernahm er die Gesamtleitung der NS-Jugendarbeit, gliederte den NS-Schülerbund in die HJ ein und zentralisierte deren Strukturen. Ab September 1932 wurden auch HJ-Betriebszellen aufgebaut.
Beim Reichsjugendtag der HJ in Potsdam am 1. und 2. Oktober 1932 nahmen ca. 80.000 Jugendliche teil, die sieben Stunden lang in Kolonnen an Hitler vorbeimarschierten. Die HJ wurde überraschend in den Reichsausschuss der deutschen Jugendverbände, in dem alle deutschen Jugendverbände sich freiwillig vereint hatten, aufgenommen.
Während der Weimarer Republik verloren bei gewaltsamen politischen Auseinandersetzungen insgesamt 24 Angehörige der Hitlerjugend ihr Leben, die meisten in den Jahren nach 1930. Darunter war auch Herbert Norkus, der am 24. Januar 1932 bei einer Werbeaktion für die NSDAP in Berlin-Moabit von Kommunisten getötet wurde. In der Folgezeit wurde er von den Nationalsozialisten als „Vorbild für den kämpferischen Einsatz der Hitler-Jugend“ und als „Blutzeuge der Bewegung“ gefeiert. 1933 entstand der Propagandafilm „Hitlerjunge Quex“, der Norkus’ Schicksal verklärt.

## Entwicklung ab 1933

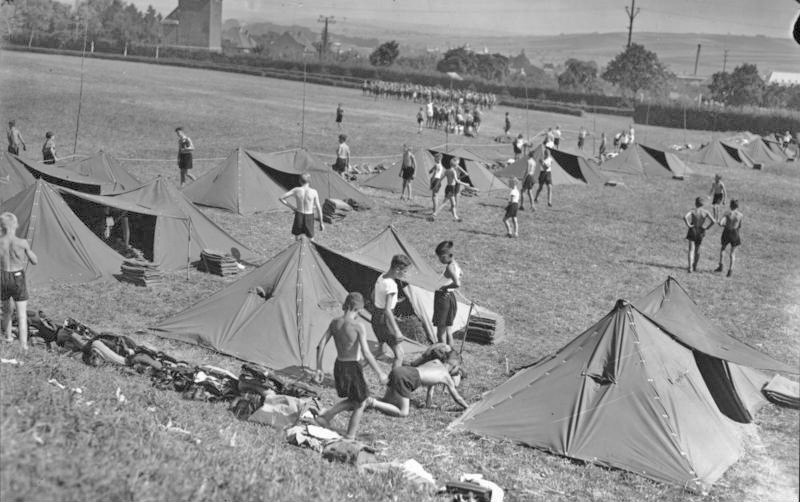
Zeltlager der Hitlerjugend, 1933

Seit Hitlers Machtübernahme am 30. Januar 1933 gab es eine Propagandakampagne für den Einritt in die HJ. Geworben wurde mit Fahrten und Zeltlagern. Die Reiter-, Motor-, Flieger-, Marine-, Nachrichten-HJ und weitere Sondereinheiten sprachen die technisch begabten und sportlichen Jugendlichen an; für künstlerisch Talentierte gab es Fanfarenzüge und Spielscharen. Feiern wie zur Sommersonnenwende oder zum Gedenken an die „Märtyrer der Bewegung“ versprachen Gemeinschaftserlebnisse.
Am 5. April 1933 besetzte die HJ unter Schirach die Geschäftsstelle des Reichsausschusses der deutschen Jugendverbände. Daraufhin ernannte Hitler ihn am 17. Juni zum „Jugendführer des Deutschen Reiches“. Schirach führte den Reichsausschuss noch bis zum 22. Juli 1933 fort und berief die entmachteten Verbandsführer in einen „Jugendrat“. Einige hatten zwar gegen die Besetzung protestiert, ließen sich aber nun auf Schirachs Berufung ein, darunter Erich Stange für den Reichsverband der evangelischen Jungmännerbünde und die Vertreter des Katholischen Jungmännerverbands und der Wehrverbands-Jugend.
Nach dem Verbot aller politischen Parteien außer der NSDAP im Juli 1933 forderte Schirach auch die Gleichschaltung der Jugendverbände: „Wie die NSDAP nunmehr die einzige Partei ist, so muß die HJ die einzige Jugendorganisation sein.“ Durch Verbot, Auflösung, Selbstauflösung, Übertritt und Übernahme anderer Jugendverbände – unter den ersten der Großdeutsche Bund – wuchs die HJ stetig. Das Amt des Reichsjugendführers wurde zu einer „Obersten Reichsbehörde“, in der staatliche Jugendpolitik und HJ-Leitung vereint waren. Schirach führte es bis 1940, ihm folgte Artur Axmann. Wer der HJ nicht beitrat, zählte als Außenseiter. Beamte wurden dazu verpflichtet, ihre Kinder in die HJ zu schicken.
Dem Versuch einer Eingliederung der evangelischen Jugendverbände kamen diese großenteils durch ihre Selbstauflösung zuvor. Die missglückte Gleichschaltung der evangelischen Jugend verschärfte in einigen Landeskirchen den Kirchenkampf innerhalb der Deutschen Evangelischen Kirche.

## Funktion
Die HJ war das Kernelement eines umfassenden Programms zur organisatorischen Erfassung, Kontrolle und Indoktrination der jungen Generation. Hitler selbst hat dieses Programm am 2. Dezember 1938 in einer vielzitierten Rede in Reichenberg (Sudetenland) unter dem Jubel der angetretenen Jugendlichen unverblümt formuliert:

„Diese Jugend, die lernt ja nichts anderes als deutsch denken, deutsch handeln, und wenn diese Knaben mit zehn Jahren in unsere Organisation hineinkommen, und dort oft zum ersten Mal überhaupt eine frische Luft bekommen und fühlen, dann kommen sie vier Jahre später vom Jungvolk in die Hitler-Jugend, und dort behalten wir sie wieder vier Jahre. Und dann geben wir sie erst recht nicht wieder zurück in die Hände unserer alten Klassen- und Standeserzeuger, sondern dann nehmen wir sie sofort in die Partei, in die Arbeitsfront, in die SA oder in die SS, in das NSKK und so weiter. Und wenn sie dort zwei Jahre oder anderthalb Jahre sind und noch nicht ganze Nationalsozialisten geworden sein sollten, dann kommen sie in den Arbeitsdienst und werden dort wieder sechs und sieben Monate geschliffen … Und was dann … an Klassenbewusstsein oder Standesdünkel da oder da noch vorhanden sein sollte, das übernimmt dann die Wehrmacht zur weiteren Behandlung auf zwei Jahre (Beifall), und wenn sie … zurückkehren, dann nehmen wir sie, damit sie auf keinen Fall rückfällig werden, sofort wieder in die SA, SS und so weiter, und sie werden nicht mehr frei ihr ganzes Leben! (Beifall).“

## Ideologische Ausrichtung

### Formationserziehung

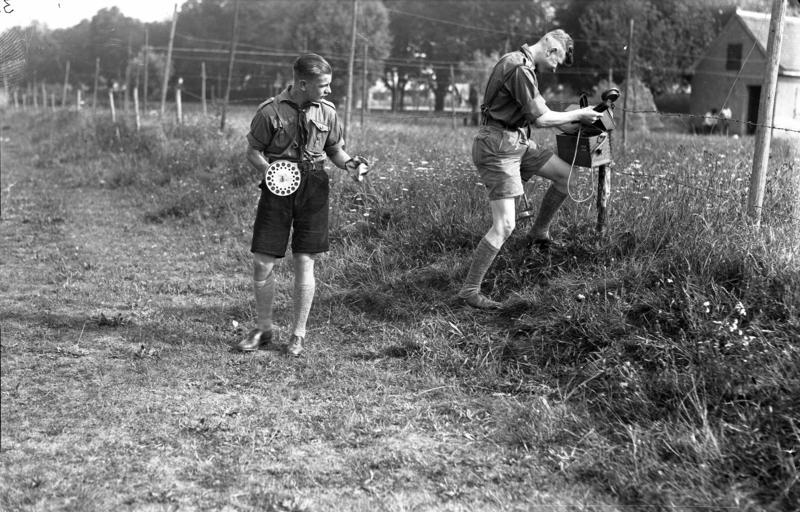
Zwei Mitglieder der HJ beim Verlegen von Feldtelefonkabeln als Wehrertüchtigung, 1933

„Der nationalsozialistische Staat verstand sich als die Verkörperung des ‚jungen‘ Deutschland“ und „sah in der Jugend den wichtigsten Träger einer politisch-soldatischen Zukunftsgestaltung“. Die HJ sollte die Jugendlichen frühzeitig auf die ihnen zugedachte Rolle als nationale Rasseelite vorbereiten, sollte dazu anhalten, alles Schwache zu verachten und „auszumerzen“, und hatte die vielseitige Einsetzbarkeit der Heranwachsenden im Krieg vorzubereiten.
Der autoritätshörigen Gesamtausrichtung des NS-Staates entsprechend hatten Hitlers „Führerworte“ auch in der Erziehung richtungweisendes Gewicht. Bereits in seiner während der Landsberger Festungshaft angelegten Schrift Mein Kampf, die dann später den Brautpaaren zur Eheschließung übereignet wurde, hatte Hitler sein Erziehungsideal entwickelt. Demnach sollte ein körperlich und geistig „unverdorbenes Geschlecht“ herangezogen werden, „das bewußt wieder zurückfindet zum primitiven Instinkt“ und das alles zu bekämpfen hatte, was nach Hitlers Vorstellungen in der abendländisch-christlich geprägten Zivilisation zu „Verweichlichung“ und „Zersetzung“ des nationalen Selbstbehauptungswillens geführt hatte.

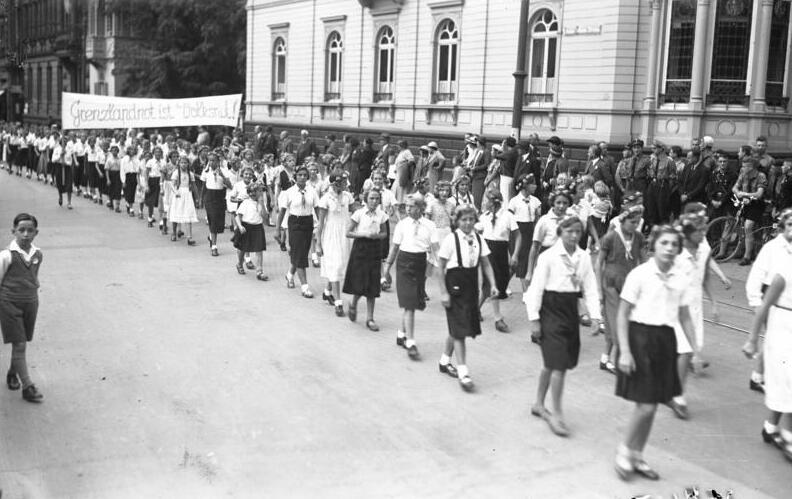
Aufmarsch der Deutschen Jungmädel, Worms 1933

In Massenveranstaltungen verkündete Hitler seine Erziehungsziele propagandistisch-bildhaft. So forderte er in seiner Rede vom 14. September 1935 vor rund 50.000 HJ-Jungen im Nürnberger Stadion, sie sollten „flink wie die Windhunde, zäh wie Leder, hart wie Kruppstahl“ sein:

„Es wird nichts im Völkerleben geschenkt; alles muß erkämpft und erobert werden. […] Ihr müßt lernen, hart zu sein, Entbehrungen auf euch zu nehmen, ohne jemals zusammenzubrechen.“

Ein körperlicher Aktivismus gehörte zu den vorrangigen Merkmalen der Erziehung und sollte den jugendlichen Betätigungsdrang zweckgerichtet kanalisieren. Mit einem Großangebot an verschiedensten Wettkämpfen und Leistungsabzeichen wurde die „Auslese der Tüchtigsten“ gefördert und eine kämpferische Haltung zur Pflicht gemacht. „Nur Kampf und Sieg“, heißt es in der Dissertation eines HJ-Führers, „gibt dem Einzelnen wie auch dem ganzen Volk Stolz und Selbstvertrauen gegenüber seinen Widersachern.“
Im HJ-Organisationsrahmen wurde dieses Leistungs- und Ausleseprinzip in einem sehr ausgeprägten System von Rangstufen, Beförderungen und Rangabzeichen zur Wirkung gebracht. Nach Arno Klönne ergab sich aus der Linie „Aktivismus–Leistung–Kampf–Sport–Körperertüchtigung“ zugleich der Zugang zur biologistischen Weltanschauung des NS in Gestalt der Rassenlehre. Auf geistige Bildung im herkömmlichen Sinn wurde dagegen in der NS-Erziehung wenig Wert gelegt. Die Stoßrichtung war vielmehr antiintellektuell. Es gehe nicht an, hatte Hitler bereits in Mein Kampf gemeint, die jungen Gehirne mit unnötigem Ballast zu beladen. Die Schule, schrieb er, müsse „unendlich mehr Zeit freimachen für die körperliche Ertüchtigung.“ Vor allem das Boxen dürfe nicht vergessen werden. Geschult und entwickelt würden dadurch Angriffsgeist, blitzschnelle Entschlusskraft und stählerne Geschmeidigkeit. „Das mag in den Augen unserer heutigen Geisteskämpfer natürlich als wild erscheinen. Doch hat der völkische Staat eben nicht die Aufgabe, eine Kolonie friedsamer Ästheten und körperlicher Degeneraten aufzuziehen.“ Dass diese Ziele unerwünschte Folgen hatten, geht aus dem „ganz niederschmetternden“ Urteil nach einer 1942 stattgefundenen Musterung des Jahrgangs 1925 im fränkischen Bezirk Ebermannstadt hervor:

„Es scheint doch so zu sein, daß unmittelbar nach der nationalen Erhebung die Schulkinder vor lauter Schulferien, Staatsjugendtagen (schulfreie Sonnabende), freien Ganztagen und Halbtagen, beschränkten Stundenzahlen, sportlichen Veranstaltungen, Wanderungen, Beurlaubungen, Durchführung von Sammlungen usw. gar nicht mehr dazu gekommen sind, in erster Linie einmal richtig Schreiben und Rechnen usw. zu lernen.“

Das der HJ verordnete nationalsozialistische Erziehungsleitbild bedeutete eine vollständige Abkehr von den seit der Aufklärung auch in Deutschland wirksamen freiheitlichen Traditionssträngen, die unter anderem in den reformpädagogischen Ansätzen der Weimarer Republik noch vielfältig zur Entfaltung gekommen waren. In der HJ dagegen ging es um den Kampf gegen alles, was als „undeutsch“ und „unsoldatisch“ galt, darunter die Werte des Humanismus, die allgemeinen Menschenrechte und die Demokratie. Der kulturelle Bruch hatte neben der innergesellschaftlichen auch eine gezielt antibolschewistische und antiwestliche Stoßrichtung. Diese betraf im Allgemeinen das „dekadente internationale Judentum“, führte aber auch speziell zur Abgrenzung etwa von als „Entartete Kunst“, apostrophierten amerikanischen Filmen, vom Jazz und von modernen Kunstformen.

### Fahnenlied
Das von Baldur von Schirach getextete und von Hans-Otto Borgmann vertonte Lied „Vorwärts! Vorwärts! schmettern die hellen Fanfaren“ fungierte in dem Propagandafilm Hitlerjunge Quex von 1933 als Filmmusik und verbreitete sich so in der HJ, nicht zuletzt, weil alle Einheiten per Anordnung der Reichsjugendführung angehalten waren, den Film zu sehen. Der Refrain musste mit zum Hitlergruß erhobenem Arm gesungen werden.

### Gelöbnisformel
Beim Übertritt von Jungvolk bzw. Jungmädelbund in HJ und BDM im Alter von 14 Jahren lautete das Gelöbnis:

„Ich gelobe, dem Führer Adolf Hitler treu und selbstlos in der Hitlerjugend zu dienen. Ich gelobe, mich allezeit einzusetzen für die Einigkeit und Kameradschaft der deutschen Jugend. Ich gelobe Gehorsam dem Reichsjugendführer und allen Führern der HJ. Ich gelobe bei unserer heiligen Fahne, daß ich immer versuchen will, ihrer würdig zu sein, so wahr mir Gott helfe!'“

## Gesetzliche Regelung

### Gesetz über die Hitlerjugend 1936

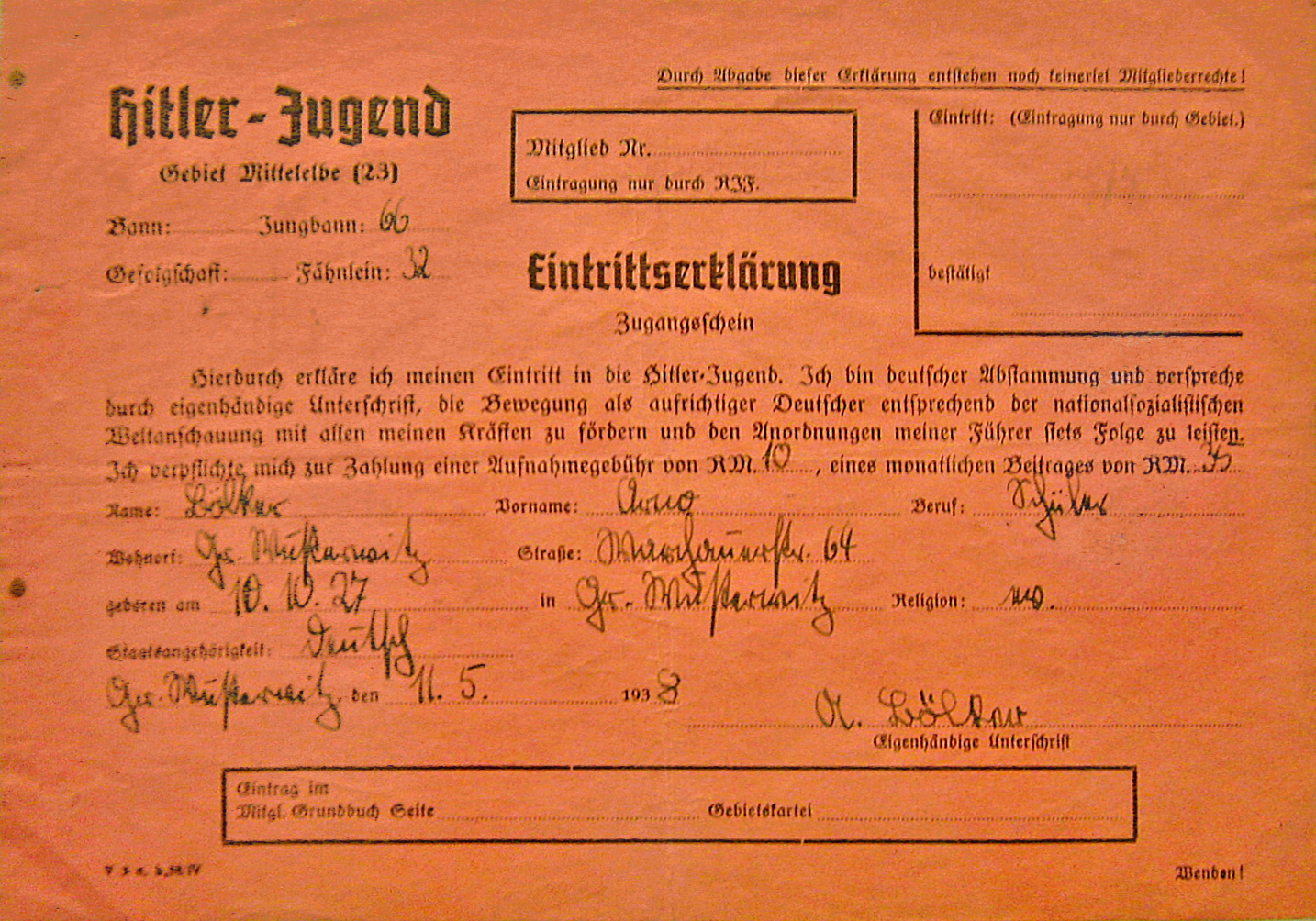
Eintrittserklärung in die Hitler-Jugend aus dem Jahre 1938. Der Monatsbeitrag im Jungvolk betrug RM 0,35.

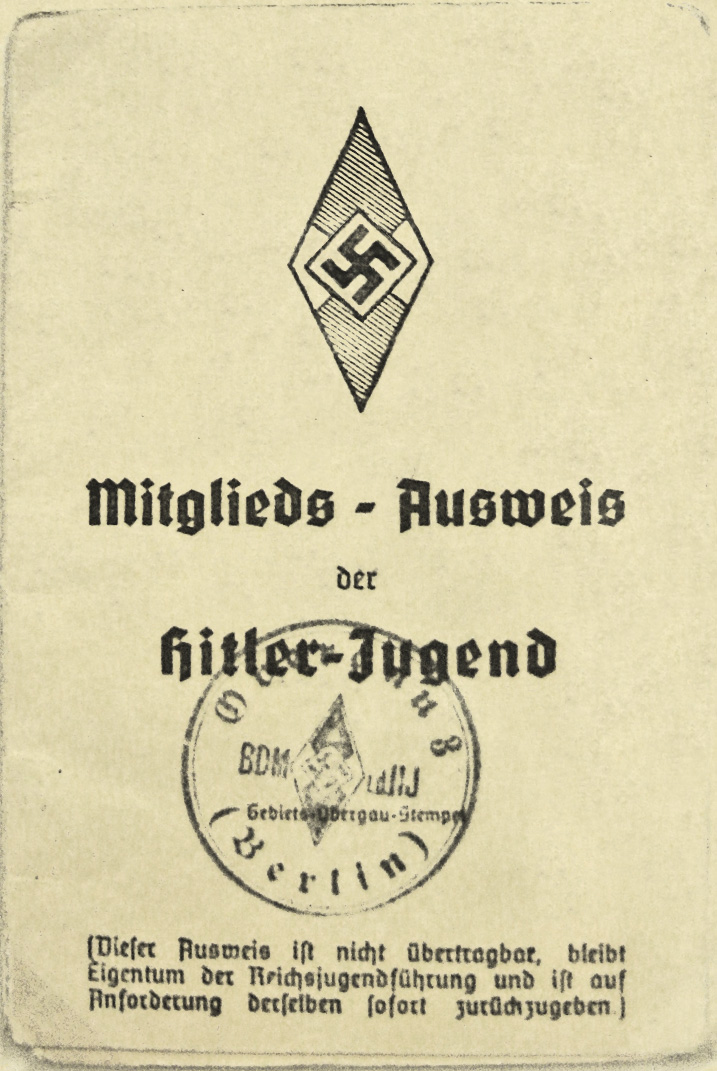
Mitgliedsausweis der HJ

Der von Hitler am 17. Juni 1933 zum „Jugendführer des Deutschen Reiches“ ernannte Baldur von Schirach führte im selben Jahr einen wöchentlichen „Staatsjugendtag“ am Samstag ein, an dem sämtliche Mitglieder von Jungvolk und Jungmädeln für den HJ-Dienst vom Schulunterricht befreit waren. So wurden als Nebenfolge die Nichtmitglieder angereizt und sozial unter Druck gesetzt, ebenfalls in die HJ einzutreten.
Am 1. Dezember 1936 wurde das Gesetz über die Hitler-Jugend erlassen (Reichsgesetzblatt 1936, S. 993):

„Von der Jugend hängt die Zukunft des deutschen Volkes ab. Die gesamte deutsche Jugend muß deshalb auf ihre künftigen Pflichten vorbereitet werden. Die Reichsregierung hat daher das folgende Gesetz beschlossen, das hiermit verkündet wird.
§ 1 Die gesamte deutsche Jugend innerhalb des Reichsgebietes ist in der Hitlerjugend zusammengefaßt.
§ 2 Die gesamte deutsche Jugend ist außer in Elternhaus und Schule in der Hitlerjugend körperlich, geistig und sittlich im Geiste des Nationalsozialismus zum Dienst am Volk und zur Volksgemeinschaft zu erziehen.
§ 3 Die Aufgabe der Erziehung der gesamten deutschen Jugend in der Hitlerjugend wird dem Reichsjugendführer der NSDAP übertragen. (...) Er ist dem Führer und Reichskanzler unmittelbar unterstellt.
§ 4 Die zur Durchführung dieses Gesetzes erforderlichen Bestimmungen erlässt der Führer und Reichskanzler.“

Damit wurde die HJ für alle deutschen Jugendlichen ab dem 10. Lebensjahr zur einzigen Erziehungsinstitution neben Familie und Schule. Anderen Organisationen – auch den kirchlichen – wurde die herkömmliche Jugendarbeit unmöglich gemacht. Die HJ wuchs dadurch bis 1938 auf sieben Millionen Jugendliche. Der Staatsjugendtag wurde wieder aufgehoben, weil eine nur noch fünftägige Schulwoche Nachteile mit sich brachte. Der Schulunterricht am Samstag wurde stattdessen auf vier Schulstunden begrenzt. Nun wurden immer mehr Dienstpflichten für HJ-Angehörige eingeführt, darunter ein „Landjahr“, ein „Arbeitsjahr“ und ein „Pflichtjahr für Mädchen“ im Alter wehrpflichtiger Männer.

### Durchführungsverordnungen vom 25. März 1939

#### Allgemeine Bestimmungen
Die Erste Durchführungsverordnung Hitlers enthielt allgemeinen Bestimmungen. Für alle Aufgaben der Erziehung außerhalb von Schule und Elternhaus war danach der Reichsjugendführer zuständig.  
Es wurde eine formale Unterscheidung zwischen einer allgemeinen Hitlerjugend und einer „Stamm-Hitler-Jugend“ eingeführt. Wer zum Stichtag des 20. April 1938 bereits der Hitler-Jugend angehört hatte, galt als „freiwilliges und politisch interessiertes Mitglied“ und wurde ohne weiteres der „Stamm-Hitler-Jugend“ zugerechnet, die als Gliederung der NSDAP geführt wurde und aus der die zukünftige Führerschaft rekrutiert werden sollte. Andere Jugendliche, die sich mindestens ein Jahr in der Hitlerjugend gut geführt hatten und ihrer Abstammung nach die Voraussetzungen erfüllten, konnten sich freiwillig um Aufnahme in die „Stamm-Hitler-Jugend“ bemühen. Die Mitglieder der Hitler-Jugend waren berechtigt und – soweit angeordnet – verpflichtet, die vorgeschriebene Uniform zu tragen.
Der „Dienst“ der Angehörigen der Stamm-Hitler-Jugend und der allgemeinen Hitlerjugend fand in derselben Einheit statt, der einzige Unterschied war der Status des jeweiligen Mitglieds.
Die Mitglieder der HJ waren berechtigt und auf Anordnung verpflichtet, die vorgeschriebene Uniform zu tragen.

#### Jugenddienstverordnung
Die Zweite Durchführungsverordnung war die Jugenddienstverordnung. Alle Jungen und Mädchen waren danach zum „Ehrendienst am deutschen Volke“ in der HJ verpflichtet und unterstanden fortan einer „öffentlich-rechtlichen Erziehungsgewalt“ der Reichsjugendführung. 
Alle Kinder mussten bis zum 15. März des Kalenderjahres, in dem sie das 10. Lebensjahr vollenden, von ihrem gesetzlichen Vertreter bei dem zuständigen HJ-Führer zur Aufnahme in die Hitler-Jugend angemeldet werden (§ 9 der VO). Die Aufnahme erfolgte dann zum 20. April eines jeden Jahres („Führergeburtstag“). Das vorsätzliche Zuwiderhandeln gegen die Anmeldepflicht wurde auf Antrag des Jugendführers mit Geldstrafe bis zu 150 Reichsmark (damals ca. ein durchschnittliches Monatsgehalt) oder mit Haft bestraft. Alle Jugendlichen vom 10. bis zum vollendeten 18. Lebensjahr waren nach der Aufnahme verpflichtet, in der Hitler-Jugend Dienst zu tun (in der Regel zweimal in der Woche). Dazu konnten sie durch die zuständige Ortspolizeibehörde gezwungen werden (§ 12 der VO). Zur Jugenddienstpflicht zählte ab einem Erlass des Reichsjugendführers vom 27. Mai 1942 auch die Teilnahme an Wehrertüchtigungslagern für Jungen.
Die zehn- bis vierzehnjährigen Jungen (Pimpfe) taten Dienst im „Deutschen Jungvolk“ (DJ), die Jungen im Alter von 14 bis 18 Jahren in der „Hitler-Jugend“ (HJ). Die Mädchen im Alter von 10 bis 14 Jahren dienten im „Jungmädelbund“ (JM), die Mädchen im Alter von 14 bis 18 Jahren im „Bund Deutscher Mädel“ (BDM).
Bestimmte Kinder waren hiervon allerdings ausgenommen; wer des Dienstes unwürdig oder für den Dienst in der HJ untauglich war, konnte ganz oder teilweise vom Dienst befreit oder zurückgestellt werden. Insgesamt wurden mit Einführung der Pflichtmitgliedschaft nochmals 1,7 Millionen Jugendliche zusätzlich in der HJ erfasst. Die Jugenddienstpflicht wurde zwar nicht überall vollkommen durchgesetzt, aber Verweigerer und ihre Eltern mussten neben den gesetzlich vorgesehenen Sanktionen auch mit erheblichen Benachteiligungen in Schule und Beruf rechnen. So war z. B. für Jugendliche, die höhere staatliche Schulen besuchten, oder für Jugendliche, die selbst oder deren Eltern im Öffentlichen Dienst beschäftigt waren, eine Verweigerung nahezu unmöglich.
Juden im Sinne der Ersten Durchführungsverordnung zum Reichsbürgergesetz (Kinder mit mindestens zwei jüdischen Großelternteilen) waren nach § 7 der Jugenddienstverordnung von der Zugehörigkeit zur Hitlerjugend ausgeschlossen. Zugleich wurden Kinder von „rassisch wertvollen, eindeutschungsfähigen nichtdeutschen Familien“ aufgenommen, die eine deutsche Staatsangehörigkeit auf Widerruf bekommen hatten.

## Mitgliederzahlen
Die Angaben zu den Mitgliederzahlen und dem Erfassungsgrad gehen in der Literatur auseinander. Dies liegt unter anderem daran, dass die offiziellen Zahlen mit Vorsicht zu genießen sind, da „die Reichsjugendführung (RJF) mit der Veröffentlichung solcher Daten primär propagandistische Ziele verfolgte“. Der Historiker Michael Buddrus geht bei seinen Berechnungen von einem Wert von 108.000 Mitgliedern Ende 1932 aus, der bis zur Einführung der Jugenddienstpflicht auf 8,7 Mio. steigt. Dies entspricht rund 85 % aller 10- bis 18-Jährigen. Buddrus berücksichtigt dabei auch die Erfassung der Jugend in den ans Reich angeschlossenen Gebieten Österreich (März 1938), Sudetenland (September 1939) und Reichsprotektorat Böhmen und Mähren (März 1939). Der Historiker Gerhard Rempel geht dagegen von nur 2,0 Mio. Mitgliedern Ende 1933 aus, wobei er aber auch auf einen Erfassungsgrad von rund 30 % kommt. 1937 habe die Mitgliederzahl 5,4 Mio. (65 %) betragen und sei bis 1940 auf 7,2 Mio. (82 %) gestiegen, womit beim Endstand schon die Jugenddienstpflicht berücksichtigt sein muss.
|           | Buddrus   | Buddrus |
|           | Anzahl    | Grad    |
| --------- | --------- | ------- |
| Ende 1932 | 108.000   | 1,4 %   |
| Ende 1933 | 2,23 Mio. | 30,4 %  |
| Ende 1934 | 3,58 Mio. | 46,6 %  |
| Ende 1935 | 3,94 Mio. | 48,2 %  |
| Ende 1936 | 5,44 Mio. | 62,8 %  |
| Ende 1937 | 5,88 Mio. | 64,9 %  |
| Ende 1938 | 7,03 Mio. | 77,2 %  |
| Mai 1939  | 8,70 Mio. | 85,1 %  |

## Dienstpflichten
Die seit März 1939 gesetzlich vorgeschriebene „Jugenddienstpflicht“ verpflichtete alle Jugendlichen zwischen 10 und 18 Jahren, in die für sie vorgesehene Unterorganisation der HJ einzutreten, wo an zwei Tagen pro Woche „Dienst“ zu leisten war.
Im Mittelpunkt der nach dem „Führerprinzip“ geordneten Organisationen stand die körperliche und ideologische Schulung; sie umfasste rassistische und sozialdarwinistische Indoktrination und gemeinsame Wanderungen bzw. Märsche und körperliche Übungen im Freien. Diese sollten schon die zehnjährigen männlichen Jugendlichen abhärten und langfristig auf den Kriegsdienst vorbereiten: „Was sind wir? Pimpfe! Was wollen wir werden? Soldaten!“
Das Einüben von Befehl und Gehorsam, Kameradschaft, Disziplin und Selbstaufopferung für die „Volksgemeinschaft“ gehörte zu den vorrangigen Erziehungszielen. Im Zweiten Weltkrieg versahen HJ-Einheiten soziale, polizeiliche und militärische Hilfsdienste. Ab Anfang 1943 wurden sie teils als Flakhelfer eingesetzt, in den letzten Wochen des Krieges auch im Volkssturm; viele der Jungen fielen dabei. Auch unter den Jugendlichen, die in die eigens für sie eingerichtete SS-Division „Hitlerjugend“ eingezogen wurden, kam es zu hohen Verlusten.

### Heimnachmittage

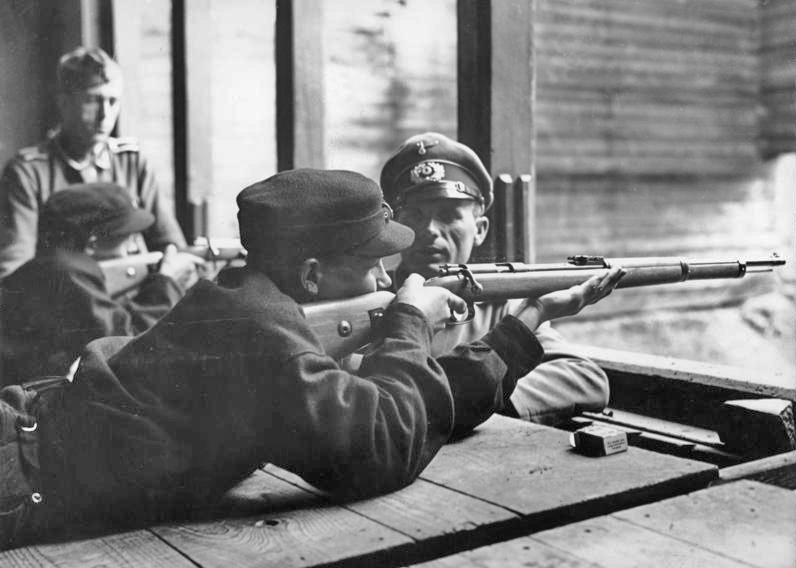
Schießausbildung von Mitgliedern der Hitlerjugend in einem Wehrertüchtigungslager

Der allgemeine Dienstplan sah bis zum Krieg einen je zweistündigen „Heimnachmittag“ – immer mittwochs – und „Sportnachmittag“ – oft samstags – für Jungvolk und Jungmädel vor, ab 14 Jahren entsprechende „Heim- und Sportabende“. Die Heimnachmittage und -abende dienten der „weltanschaulichen Schulung“.
Hier wurden zentrale Bereiche der nationalsozialistischen Ideologie behandelt. Dafür gab die Reichsjugendführung für alle vier HJ-Gliederungen Schulungshefte heraus: „Die Jungenschaft“ (Jungvolk), „Die Kameradschaft“ (HJ), „Die Jungmädelschaft“ (Jungmädelbund) und „Die Mädelschaft“ (BDM). Die Mappen trugen Titel wie „Der Weg nach Osten“, „Die Reinerhaltung des Blutes“, „Brandstifter Jude“, „Auf den Bauern steht die Nation“, „Deutschland ist größer“ und „Kampf dem Weltfeind Bolschewismus“.
Außerdem wurde auf den Heimnachmittagen und -abenden vorgelesen, gewerkt und gebastelt (unter anderem für das Winterhilfswerk) und insbesondere bei den Mädchen viel gesungen. Die Lieder dienten dabei allerdings nicht nur der Unterhaltung, sondern waren auch ein wichtiges Instrument zur Indoktrination.
Einmal im Monat musste jede der vier HJ-Gliederungen in Uniform zu einem „Gruppenappell“ antreten, bei dem Dienstanweisungen weitergegeben wurden. Die Jugendlichen in Sondereinheiten wie dem HJ-Streifendienst mussten zusätzlich einen Abend für die fachliche Schulung und einen Sonntag für praktische Dienste aufbringen. Ebenfalls einmal monatlich ging jede Gruppe der vier Hauptgliederungen auf Fahrt. Auf dem Tagesplan der Zeltlager standen Exerzieren, jede Art von Sport, Schießübungen, Fahnenappelle und Geländemärsche. Hinzu kamen schon für das Jungvolk „Gelände-“ und „Schießdienst“.

### Sport
Eine der Hauptaufgaben der HJ bildete die „Körperertüchtigung“ der Jugend. Für den Sport wurde von 1934 bis 1936 der „Staatsjugendtag“ am Samstag eingerichtet, an dem die HJ-Angehörigen schulfrei bekamen.
Seit 1934 führte die HJ den zweistündigen wöchentlichen schulischen Pflichtsport für Jugendliche durch. Im selben Jahr wurde die Mitgliedschaft in einem Sportverein an die Mitgliedschaft in der HJ gebunden, was der HJ viele neue Mitglieder bescherte. Zum 1. August 1936 (dem Tag der Eröffnung der Olympischen Spiele) übernahm sie den gesamten außerschulischen freiwilligen Sport der 10- bis 14-Jährigen, indem sie die Jugendabteilungen der im Reichsbund für Leibesübungen organisierten Sportvereine auflöste.
Mit dem „Gesetz über die Hitler-Jugend“ erklärte sie sich im Dezember 1936 auch für den Leistungssport zuständig und richtete fortan sämtliche Jugendsportwettkämpfe aus. Die Jugendabteilungen des Reichsbundes wurden nun von HJ-Führern geleitet und sicherten den Sportvereinen den Nachwuchs. Durch den Vertrag mit dem Reichssportführer Hans von Tschammer und Osten wurde sichergestellt, dass auch die sportliche Jugendarbeit nicht zu kurz kam, indem die Übungsleitertätigkeit nun als Parteidienst anerkannt wurde. Bei den Wettkämpfen starteten die Sportler jedoch zunächst weiter in ihren bisherigen und nicht in HJ-Trikots, da dies für die Mannschaftssportarten anders nicht zu organisieren war.
Große Teilnehmerzahlen fanden jährliche Wettkämpfe wie der Reichssportwettkampf und der Reichsberufswettkampf für Lehrlinge aller Berufssparten.

### Arbeitseinsätze

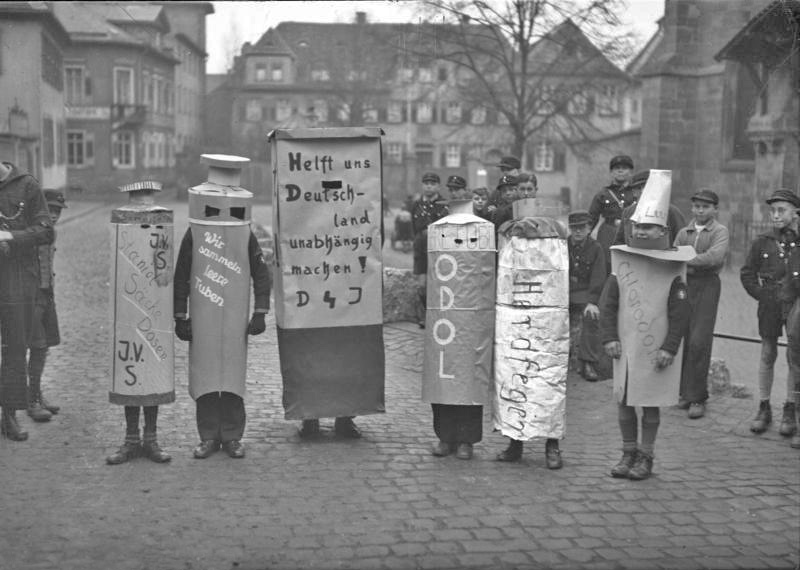
Altmetallsammlung der Hitlerjugend in Worms, 1938

Auch mit Ernteeinsätzen sowie Land- und Gesundheitsdiensten besetzte die HJ einen großen Teil der Freizeit der Jugendlichen.
Außerdem wurden die Angehörigen des Jungvolks und der HJ zum Hilfsdienst für das Winterhilfswerk (WHW) herangezogen: Sammeln von Geldspenden mit Sammelbüchsen auf der Straße mit Abzeichenverkauf, Sortieren und Verpacken der Sachspenden.
Zu den Aufgaben gehörte auch das regelmäßige Einsammeln von Altmetall und Altpapier für die Wiederverwendung in der NS-Wirtschaft. Es gab auch einen vorerst freiwilligen Reichsarbeitsdienst (RAD) für Jugendliche. Ab 1935 wurde dieser Pflicht für die männliche und ab 1939 für die weibliche Jugend ab dem vollendeten 18. Lebensjahr. Dieser Dienst schloss sich an die Zeit in der HJ an und war ebenfalls „Ehrendienst am deutschen Volke“. Er sollte „die deutsche Jugend im Geiste des Nationalsozialismus zur Volksgemeinschaft und zur wahren Arbeitsauffassung, vor allem zu gebührenden Achtung der Handarbeit erziehen.“

## Gliederung
Die ursprünglich der SA angegliederte Hitlerjugend geriet nach dem Röhm-Putsch 1934 zunehmend unter den Einfluss der SS. Manche 17-jährigen Hitlerjungen wurden bereits der „Leibstandarte SS Adolf Hitler“ zugeführt.
Neben der Gliederung nach Alter und Region gab es eine Vielzahl von HJ-Sondereinheiten, um die 14- bis 18-jährigen Jungen hinsichtlich ihrer Talente und Interessen zu erfassen und an das Regime zu binden.

### Altersgliederung und Regionalstruktur
Bereits im Juli 1933 gab Schirach entsprechende Bestimmungen für die „HJ-Gliederungen“ heraus:
- Das Deutsche Jungvolk (DJ) umfasste nun die 10- bis 14-jährigen Jungen, genannt Pimpfe,
- der Jungmädelbund (JM) umfasste die 10- bis 14-jährigen Mädchen,
- die eigentliche Hitlerjugend umfasste die 14- bis 18-jährigen Jungen,
- der Bund Deutscher Mädel (BDM) die 14- bis 18-jährigen Mädchen. Später wurde der BDM auf 17 Jahre Höchstalter begrenzt, ihm folgte
- das BDM-Werk Glaube und Schönheit für 17- bis 21-jährige Mädchen.

Die Strukturen der vier Hauptgliederungen trugen zwar unterschiedliche Bezeichnungen, waren aber gleich aufgebaut. Unterhalb der Reichsjugendführung wurde das Reichsgebiet in – je nach Zeitstellung – zwischen 20 und 42 Gebiete (bei DJ und eigentlicher HJ) oder Obergaue (bei JM und BDM) aufgeteilt, die ihrerseits immer feiner untergliedert waren, bis hin zu den nach Wohnorten organisierten Kleingruppen aus je zehn Mitgliedern, die als Jungenschaft (DJ), Kameradschaft (eigentliche HJ), Jungmädelschaft (JM) oder Mädelschaft (BDM) bezeichnet wurden.
| Hitlerjugend (HJ)         | Hitlerjugend (HJ)         | Hitlerjugend (HJ)  | Hitlerjugend (HJ)          |
| … männlich                | … männlich                | … weiblich         | … weiblich                 |
| Deutsches Jungvolk (DJ)   | Hitlerjugend              | Jungmädelbund (JM) | Bund Deutscher Mädel (BDM) |
| ------------------------- | ------------------------- | ------------------ | -------------------------- |
| Gebiet                    | Gebiet                    | Obergau            | Obergau                    |
| Bann                      | Bann                      | Untergau           | Untergau                   |
| Stamm / ab 1938 Jungstamm | Unterbann / ab 1938 Stamm | Jungmädelring      | Mädelring                  |
| Fähnlein                  | Gefolgschaft              | Jungmädelgruppe    | Mädelgruppe                |
| Jungzug                   | Schar                     | Jungmädelschar     | Mädelschar                 |
| Jungenschaft              | Kameradschaft             | Jungmädelschaft    | Mädelschaft                |

Die HJ war jahrgangsweise aufgebaut: In einer Jungenschaft wurden etwa 10 Jungen eines Jahrgangs erfasst, etwa vier dieser Jungenschaften bildeten einen Jungzug, dessen Mitglieder somit alle etwa gleich alt waren. Die vier Jungzüge der 10-, 11-, 12- und 13-jährigen Jungen bildeten ein Fähnlein im DJ. Entsprechend bildeten die vier Scharen der 14-, 15-, 16-, 17-jährigen Jungen eine Gefolgschaft. Beim JM und BDM war die Altersstruktur entsprechend, wobei 17-jährige Mädchen an das BDM-Werk Glaube und Schönheit überwiesen wurden, da der Eintritt in die NS-Frauenschaft erst mit 21 erfolgte.
Unterhalb der Ebene Jungstamm/Stamm/Jungmädelring/Mädelring umfassten die Gliederungen der HJ jeweils drei bis vier Einheiten der nächstniedrigeren Ebene, oberhalb war der Umfang von geografischen Gegebenheiten abhängig, ein Bann bzw. Untergau bestand aus vier bis sechs Jungstämmen/Stämmen/Jungmädelringen/Mädelringen, die Gebiete bzw. Obergaue aus etwa 20 Bannen oder Untergauen. Ein Jungstamm/Stamm/Jungmädelringe/Mädelring umfasste durchschnittlich etwa 600 Mitglieder, ein Bann oder Untergau zwischen 2400 und 3600 Mitglieder.
Das Deutsche Reich war 1934 insgesamt in fünf Obergebiete und 19 Gebiete bzw. Obergaue unterteilt, 1938 kam mit dem Anschluss Österreichs ein sechstes Obergebiet dazu. Bis 1942 stieg die Zahl der Gebiete bzw. Obergaue auf insgesamt 42, dazu kamen vier Befehlsstellen in den besetzten Staaten (Reichsprotektorat Böhmen und Mähren, Generalgouvernement, Niederlande, Osten für Ost- und Südosteuropa). Im Reichsgebiet orientierten sich die Grenzen der Gebiete an der Gaueinteilung der NSDAP.

### Sondereinheiten
In den Folgejahren wurden für „Sonderausbildungen“ in der HJ Sondereinheiten für unterschiedlich begabte oder interessierte Jugendliche eingerichtet:
- die Flieger-HJ
- die Motor-HJ
- die Marine-HJ
- die Nachrichten-HJ
- die Reiter-HJ
- die HJ-Bergfahrtengruppen
- der HJ-Streifendienst einschließlich der HJ-Feuerwehrscharen
- die HJ-Feldschere
- die BDM-Gesundheitsdienstmädel
- die Gebirgsjäger-HJ
- der HJ-Landdienst

Die meisten dieser Sondereinheiten waren den Bannführern unterstellt, wurden aber je nach örtlichen Gegebenheiten auch als Sonderscharen, -gefolgschaften und -stämme eingerichtet. Die Aktivitäten der HJ umfassten neben gewöhnlicher Jugendarbeit auch die Vermittlung von technischen und militärischen Fachkenntnissen.
Die Spielscharen bestanden beim Jungvolk aus Chören, Orchestern sowie bei der HJ aus Fanfarenzügen und Spielmanns- und Musikzügen. Hier spielten musikalisch begabte Jugendliche bei Veranstaltungen, gaben Konzerte und forderten beim sog. „Offenen Singen“ auf Straßen und Plätzen zum Mitsingen auf. Im Krieg wurden sie auch in Lazaretten, Umsiedlungslagern und Kasernen eingesetzt. Besonders gute Spielscharen waren als Rundfunkspielscharen den Reichssendern angegliedert und gestalteten musikalische Radiosendungen. Außerdem wurden bekannte Kinderchöre wie die Regensburger Domspatzen oder die Wiener Sängerknaben offiziell als Spielscharen geführt, behielten allerdings ihre organisatorische und musikalische Eigenständigkeit.
Im BDM gab es gemäß dem nationalsozialistischen Frauenbild anfangs nur „Spieleinheiten“ und „Gesundheitsdienstscharen“ als Sondereinheiten. Im Krieg kamen Fernmeldedienste, Haushaltsführung und Sanitätsdienste hinzu. So ausgebildete Einheiten wurden gezielt zusammengefasst und in Notfällen eingesetzt, wobei die Mädchen von ihrer Schul- oder Berufsausbildung freigestellt wurden.

### Dienstgrade
Die Dienstgrade der HJ beschreibt NS-Ranggefüge. Daneben gab es an höheren Schulen den HJ-Schulführer.
| - 1 Hitlerjunge - 2 Rottenführer - 3 Oberrottenführer | - 4 Kameradschaftsführer - 5 Oberkameradschaftsführer - 6 Scharführer | - 7 Oberscharführer - 8 Gefolgschaftsführer - 9 Obergefolgschaftsführer | - 10 Hauptgefolgschaftsführer - 11 Stammführer - 12 Oberstammführer |

| - 13 Bannführer - 14 Oberbannführer - 15 Hauptbannführer | - 16 Gebietsführer - 17 Obergebietsführer - 18 Stabsführer der Reichsjugendführung | - 19 Reichsjugendführer |

### Führung
Nach dem Motto „Jugend soll durch Jugend geführt werden“ wurden in der HJ Jungen und Mädchen in den unteren Einheiten von nur wenig älteren Kindern und Jugendlichen geführt. Die höheren Führungspositionen wurden von Erwachsenen bekleidet, oft von Lehrern. Zur Ausbildung des hauptamtlichen Führungsnachwuchses wurde 1938 die Akademie für Jugendführung gegründet. Nach Beginn des Zweiten Weltkriegs wurden wegen des Führermangels auch Jugendlichen hohe Ämter übertragen. Schirach gab die Linie vor, dass „Charakterbildung durch Erfahrung“ höher einzustufen sei als „formale Geistschulung.“ Im Unterschied zur Jugendbewegung der Weimarer Zeit wurden diese Jugendführer von oben bestimmt und konnten von den ihnen unterstellten HJ-Mitgliedern nicht zur Verantwortung gezogen werden. Arno Klönne resümiert:

„Der Führungsaufbau der HJ war somit völlig hierarchisch; eine formelle Verantwortung der Führerschaft war nur jeweils nach oben hin gegeben […] Die Befehlswege, Dienstbereiche und Kompetenzen waren nach militärischem Vorbild bis ins letzte geregelt.“

Dabei waren die höheren Führungsränge von der Position des Bannführers bzw. der Bannmädelführerin an hauptamtlich tätig, die Hauptstellenleiter der Bannstäbe wurden besoldet, in den Gebietsführungen fast der gesamte Stab. Michael H. Kater urteilt:

„Dieses Führerschaftsprinzip mag jungen Deutschen damals verlockend erschienen sein, es öffnete aber Inkompetenz, Missbrauch und Korruption Tür und Tor.“

Karl-Heinz Janßen beschrieb die Wirkungsmechanismen aus eigenem Erleben als Pimpf folgendermaßen:

„Zwölfjährige Hordenführer brüllten zehnjährige Pimpfe zusammen und jagten sie kreuz und quer über Schulhöfe, Wiesen und Sturzäcker. Die kleinsten Aufsässigkeiten, die harmlosesten Mängel an der Uniform, die geringste Verspätung wurden sogleich mit Strafexerzieren geahndet – ohnmächtige Unterführer ließen ihre Wut an uns aus. Aber die Schikane hatte Methode: Uns wurde von Kindesbeinen an Härte und blinder Gehorsam eingedrillt […] Wie haben wir das nur vier Jahre ertragen? Warum haben wir unsere Tränen verschluckt, unsere Schmerzen verbissen? Warum nie den Eltern und Lehrern geklagt, was uns da Schlimmes widerfuhr? Ich kann es mir nur so erklären: Wir alle waren vom Ehrgeiz gepackt, wollten durch vorbildliche Disziplin, durch Härte im Nehmen, durch zackiges Auftreten den Unterführern imponieren. Denn wer tüchtig war, wurde befördert, durfte sich mit Schnüren und Litzen schmücken, durfte selber kommandieren, und sei es auch nur für die fünf Minuten, in denen der ‚Führer’ hinter den Büschen verschwunden war.“

## Stellung der HJ in Staat und Gesellschaft

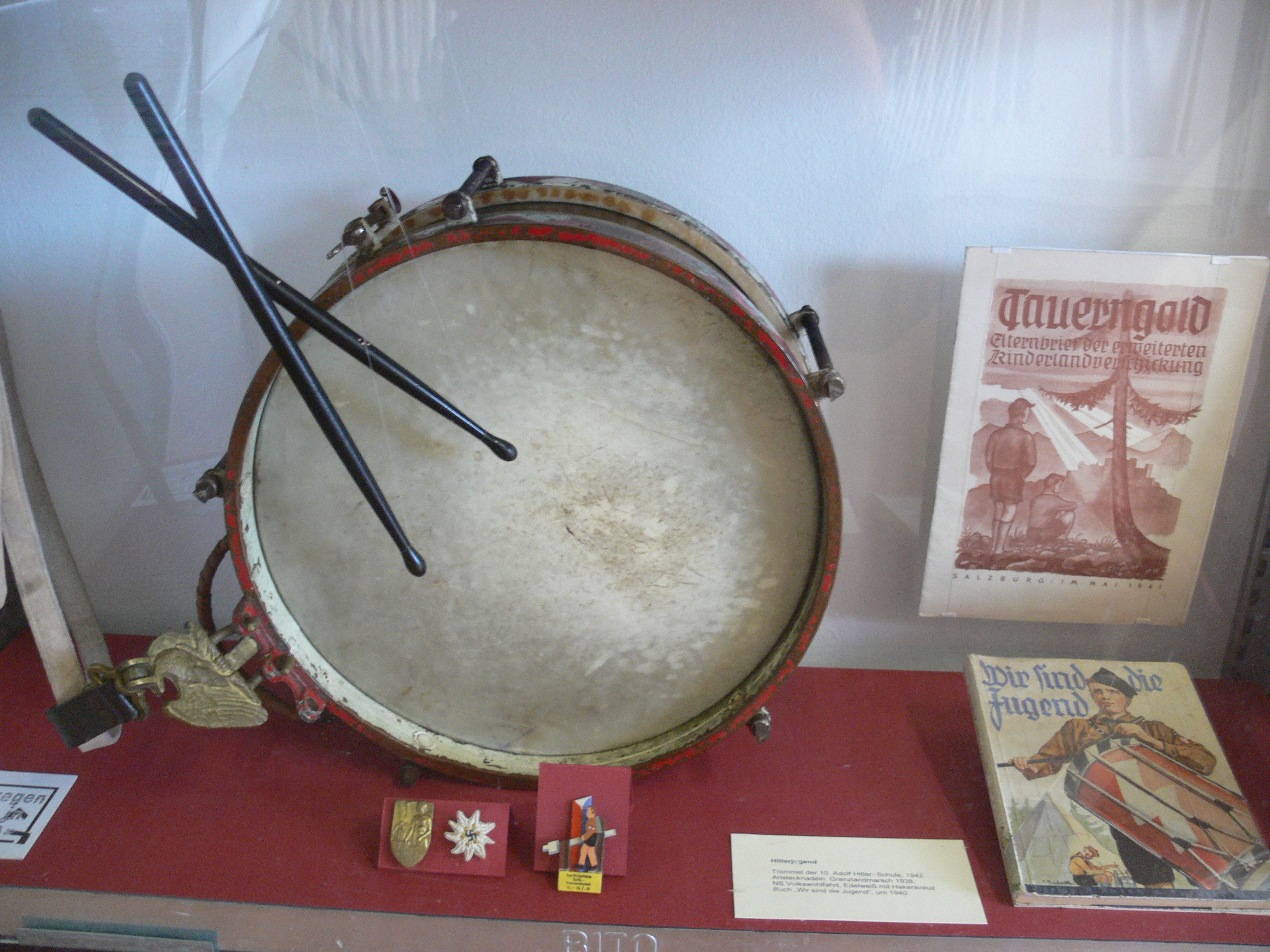
Marschtrommel, Abzeichen und Druckwerke der HJ (Sammlung Kindheit und Jugend, Stadtmuseum Berlin)

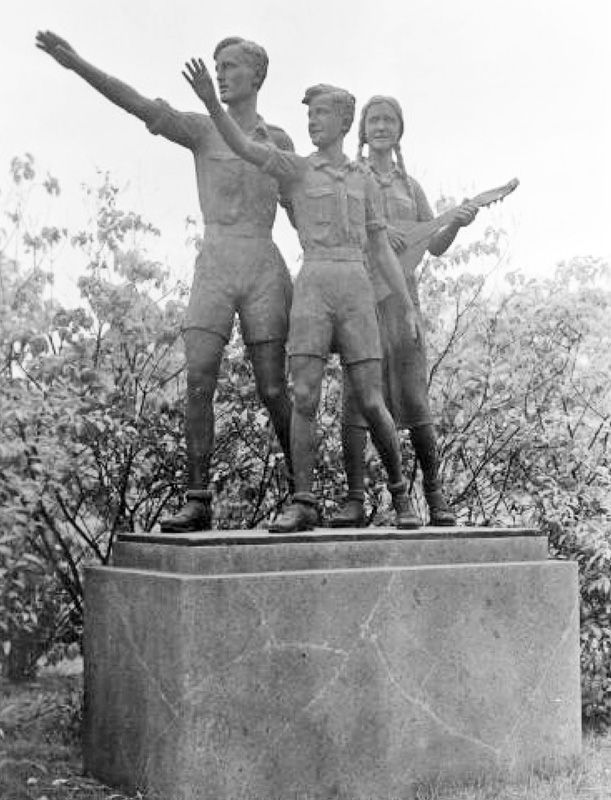
Jugend-Denkmal, Leipzig 1938

Gegenüber Partei und Staat, schreibt Klönne, habe die HJ sich auf unterer Ebene zwar relativ selbstständig dargestellt, „tatsächlich aber war die HJ in ihrer Führung völlig von der Führung des Regimes abhängig und stellte lediglich eine erzieherische Exekutive derselben dar“. Innerhalb der HJ selbst seien wiederum die hauptamtlichen Führungskader bestimmend gewesen.

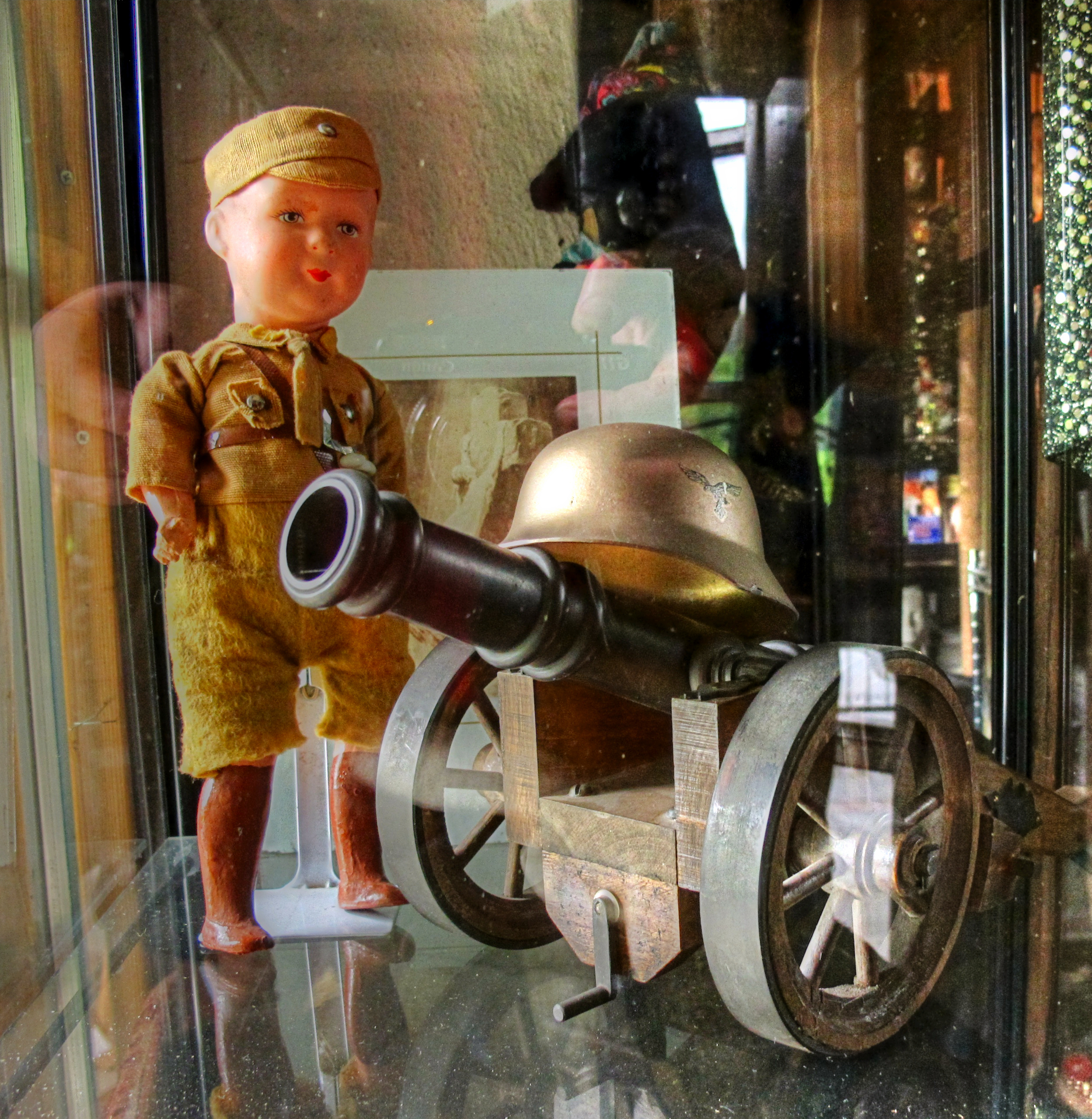
HJ-Spielfigur aus dem Puppenmuseum in Rieden

Schule und Elternhaus waren auf der Basis des HJ-Gesetzes von 1936 als Erziehungsinstanzen neben der HJ formal garantiert, allerdings in äußerst begrenzter Eigenständigkeit, da das gesamte Erziehungsrecht als „primär dem ‚Volke‘, das heißt dem ‚Führer‘ und dem NS-Regime zustehend“, galt. Ein führender NS-Jugendrechtler brachte das auf die Formel, der völkische Staat als höchste Gewalt überlasse „[…] der Familie den völkischen Nachwuchs zu treuen Händen.“ Durch Radioansprachen Schirachs an die Elternschaft und durch HJ-Elternabende wurde der Anspruch des Regimes auf innerfamiliäres Einwirken unterstrichen. Die HJ wiederum suchte „nicht ohne Erfolg“, wie es bei Klönne heißt, „durch Forcierung einer bestimmten Art von Selbstbewußtsein und Selbständigkeit der Jugendlichen“ die „Einflussnahme durch das Elternhaus geringzuhalten.“
Im Verhältnis zu Schule und Lehrern wurde die Eigenständigkeit und Sonderrolle der HJ von der NS-Führung deutlich hervorgehoben, indem Lehren und Führen zu grundverschiedenen Dingen erklärt wurden, so dass Lehrer nach den Worten Schirachs von vornherein nicht besser zum Jugendführer geeignet waren „als irgendein anderer Volksgenosse.“ In den Schulen selbst wurde unter anderem die Funktion des „Schuljugendwalters“ als eines speziellen HJ-Vertrauenslehrers geschaffen. Im Zuge der Umsetzung von Vorgaben der Schuladministration und auf Grund der nahezu durchgängigen Besetzung der Schulleiterstellen mit NS-Pädagogen spielten die höheren Schulen eine wichtige Rolle bei der Erfassung der HJ-Mitglieder sowie bei Sanktionen und Zwangsmaßnahmen gegenüber Unangepassten und HJ-Dienstverweigerern.
Eine eigene kirchliche Jugendarbeit, die über die religiöse Unterweisung hinausging, wurde von der HJ ebenso abgelehnt und bekämpft wie die Arbeit konfessioneller Jugendverbände. Die Unterdrückungsmaßnahmen gingen mit häufigeren Polemiken in Zeitungen und Zeitschriften der HJ gegen den „politischen Konfessionalismus“ einher. Im Bereich der legalen Jugendarbeit wurden die Kirchen auf diese Weise tatsächlich ausgeschaltet.
Die konzentrierteste Form der elternunabhängigen und weitestgehend auch schulunabhängigen erzieherischen Einflussnahme auf den HJ-Nachwuchs stellten die während des Zweiten Weltkriegs eingerichteten Kinderlandverschickungslager (KLV) dar. Denn die anfänglich noch als Lagerleiter fungierenden Lehrer der aus bombengefährdeten Gebieten evakuierten Klassen wurden im Zuge des systematischen Ausbaus der KLV dem HJ-Führungsapparat untergeordnet, den „KLV-Standortführern“ oder „Hauptlagermannschaftsführern“, die ihrerseits den Gebietsführungen der HJ unterstanden.
Die in der Zeit bis 1933 noch vorhandenen selbständigen Gestaltungsmöglichkeiten der HJ-Führer vor Ort gingen zunehmend durch die Übernahme hoheitlicher Funktionen nicht nur bei der Kinderlandverschickung, sondern auch im HJ-Streifendienst, HJ-Landdienst und beim Reichsberufswettkampf verloren. Die HJ-Karriere wurde zur wesentlichen Grundlage für die spätere Übernahme höherer Funktionen beispielsweise in der NSDAP, in der SS oder auch im Reichsarbeitsdienst. Außerdem spielte die HJ auch für die allgemeine Berufsnachwuchslenkung zwischen 1938 und 1945 eine immer stärkere Rolle. So wurden die von der HJ erstellten Beurteilungskarten für die Schulabgänger zur Grundlage von Berufsberatung und Lehrstellenvermittlung der Arbeitsämter, die über eigene HJ-Sachbearbeiter verfügten. Auch zu Jugendämtern und Gerichten unterhielt die HJ enge Beziehungen. Straftäter aus den Reihen der HJ mussten gemäß Erlass des Justizministeriums den HJ-Verantwortlichen verpflichtend gemeldet werden, sodass es zu parallel laufenden HJ-Disziplinarverfahren kam.

## Die HJ im Zweiten Weltkrieg

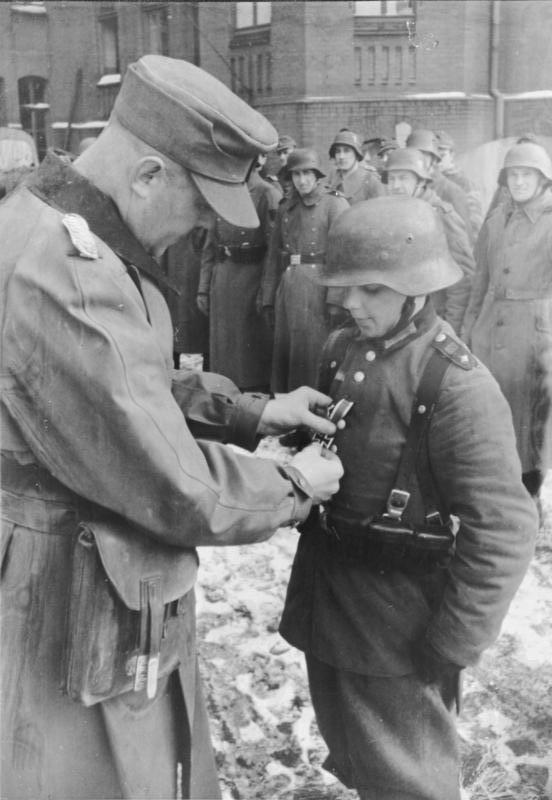
Auszeichnung des 16-jährigen Hitlerjungen Willi Hübner mit dem Eisernen Kreuz II. Klasse im März 1945

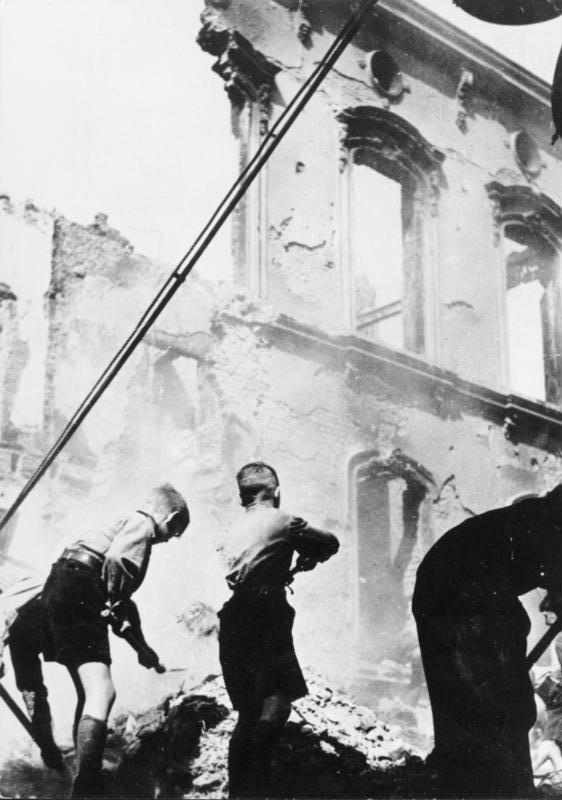
Hitlerjugend im Kriegseinsatz, 1943

Mit dem Überfall des nationalsozialistischen Deutschen Reiches auf Polen im September 1939 wurde die HJ mit eben der Situation konfrontiert, für die sie ideologisch und praktisch geschult worden war. Allein 314 zum Militär einberufene Vollzeit-HJ-Führer fielen diesem ersten Feldzug zum Opfer. Diese und die darauffolgenden Kriegsverluste wurden in der HJ aber als Erscheinungsformen des propagierten Heldentums vermittelt: „Die Schrecken des Krieges störten uns Knaben nicht, sie zogen uns an. Daß unsere Väter einberufen wurden, schien nur recht und billig. Und der ‚Heldentod‘ gehörte dazu. Viele der Lieder, die wir in der Schule und später in der Hitlerjugend lernten, handelten von der Ehre, fürs Vaterland zu sterben: Die Fahnen wehten ins Morgenrot und leuchteten zum frühen Tod, heilig Vaterland war in Gefahren, mochten wir sterben, Deutschland stürbe nicht, und fern bei Narvik lag ein kühles Grab.“
In den besetzten Gebieten wurden zudem an der Hitlerjugend orientierte Jugendorganisationen gegründet, wie etwa das Weißruthenische Jugendwerk.

### Einsatz in der „Heimat“
Zu Beginn des Zweiten Weltkrieges ordnete Schirach an, dass „alle Arbeit allein der Kriegführung zu dienen“ habe. Mit dem Einzug aller wehrfähigen Männer verlor auch die HJ viele Leitungskräfte. Die nachrückenden HJ-Führer waren oft nicht älter als ihre Untergebenen. Damit geriet die hierarchische Gliederung und Disziplin unter den übrigen Verbänden in eine Krise. Darauf reagierte das NS-Regime am 9. Mai 1940 mit einer „Polizeiverordnung“ „Zum Schutz der Jugend“, die die Bestimmungen und Vorschriften zur HJ vermehrte und verschärfte. Auch der HJ-Streifendienst sollte polizeiliche Aufgaben übernehmen. Unter dem Etikett der „Selbstführung“ wurden noch bestehende Einrichtungen für die Nachwuchssicherung aufgelöst.
Die Einführung der Dienstpflicht veränderte die Aufgaben von HJ-Jugendlichen zunächst kaum. Sie ersetzten in den ersten Kriegsjahren vor allem die Arbeitskräfte von zum Wehrdienst eingezogenen Männern und leisteten beispielsweise Ernteeinsätze, Sammelaktionen, Boten- und Kurierdienste, halfen bei der Postzustellung, beim Roten Kreuz und bei Behörden. Jungen blieben bis zum 16. Lebensjahr, Mädchen bis zum 18. Lebensjahr von Dienstverpflichtungen an auswärtigen Orten befreit und behielten Urlaubsrecht.
Seit 1940 stieg die Zahl alliierter Bombenangriffe auf deutsche Städte. Nun wurden Angehörige der HJ verstärkt mit Aufgaben des Luftschutzes betraut. Schon 15-jährige HJ-Führer wurden auch als Führungskräfte bei der Kinderlandverschickung (KLV) verpflichtet. Sie leiteten dort zusammen mit einem Lehrer Lager für Kinder und Jugendliche auf dem Land und waren dabei für die unterrichtsfreie Zeit zuständig.

### Einsatz in der Kriegsendphase
In „Wehrertüchtigungslagern“ wurden etwa 20.000 Jugendliche als Freiwillige für den „Endsieg“ mobilisiert. 1943 scheiterten Versuche der Reichsjugendführung, die Dienstabläufe der als Flakhelfer dienstverpflichteten Schüler nach dem Vorbild des HJ-Dienstes zu gestalten; die Flakhelfer blieben aber formal Mitglieder der HJ, dies war durch den Zusatz in der amtlichen Bezeichnung „Luftwaffenhelfer (HJ)“ und durch die als Teil der Uniform vorgeschriebene HJ-Armbinde erkennbar. Mit der Zunahme der Tagesangriffe der Alliierten in der Endphase des Krieges stiegen auch die Verluste der Flakhelfer, genaue Zahlen sind aber nicht bekannt. 1943 wurden nach einer Idee von Reichsjugendführer Axmann, Schirachs Nachfolger, Eliteeinheiten von 16- bis 18-jährigen Hitlerjungen aufgestellt: so im Juli 1943 eine Panzergrenadierdivision mit dem Namen „Hitlerjugend“, die unter SS-Brigadeführer Kurt Meyer im Oktober 1943 in die 12. SS-Panzer-Division „Hitlerjugend“ überführt wurde. Sie bestand aus mangelhaft ausgebildeten und unzureichend bewaffneten Jugendlichen und erlitt im Sommer 1944 in der Normandie große Verluste. Die wenigen Überlebenden ergaben sich im Mai 1945 den US-Streitkräften.
Im September 1944 wurde der Volkssturm eingerichtet. Hier leisteten sechzehnjährige HJ-Jungen neben nicht der Wehrmacht angehörenden Männern von bis zu 60 Jahren Kriegsdienst. Ausbildung und Ausrüstung waren zumeist unzureichend. Der Volkssturm nahm besonders an der Ostfront an Gefechten teil und erlitt hohe Verluste.
HJ-Angehörige wurden schließlich auch für die Organisation Werwolf angeworben, die aber keine große Aktivität mehr entfaltete. Die noch nach der Kapitulation erfolgte Exekution einer als Spione verurteilten Gruppe, darunter des sechzehnjährigen Heinz Petry am 1. Juni 1945, sorgte international für Aufsehen.

## Forschungstendenzen
Mit der „Vergangenheitsbewältigung“ der NS-Zeit wurde auch die Aufarbeitung des Themas Hitler-Jugend im Nachkriegsdeutschland erst nach Jahrzehnten begonnen. Bis in die 1960er Jahre hinein gab es kaum mehr als die Erlebnisberichte Betroffener. In den Akten und Aufzeichnungen aus den ersten Nachkriegsjahren wurde eine schuldhafte Mitverantwortung für NS-Verbrechen laut Michael H. Kater nur sehr selten eingestanden. Vor allem junge NS-Offiziere wiesen das Re-education-Programm zurück, mit dem etwa die britische Siegermacht in ihrer Besatzungszone und ihren Kriegsgefangenenlagern eine demokratische Kultur unter den Deutschen wiederherstellen wollte. Wer sich mit ihnen kooperationswillig zeigte, wurde als „Nestbeschmutzer“ diffamiert.
Im Zuge der Studentenbewegung setzte sich die bundesdeutsche Öffentlichkeit seit etwa 1965 intensiver mit der NS-Vergangenheit und ihren Folgen auseinander. Dazu trugen auch NS-Kenntnisdefizite bei Schülern, fremdenfeindliche oder antisemitische Haltungen, häufigeres Auftreten rechtsextremer Jugendgruppen sowie eine latente Demokratiefeindlichkeit in Teilen der Bevölkerung bei. Nun wurden die sozial- und tiefenpsychologischen Bedingungen und autoritären Grundhaltungen stärker reflektiert, die Aufstieg und Herrschaft der NSDAP, vor allem die Massenverbrechen der NS-Zeit, ermöglicht und begleitet hatten. Dabei erforschten die Sozialwissenschaften nicht mehr vorrangig die Aktionen der NS- und HJ-Führung, sondern den Bevölkerungsalltag der NS-Zeit „von unten“. Für Focke/Reimer galt es zu zeigen, „wie die Nazis die Jugendlichen in ihre Organisationen preßten, ihre Freizeit praktisch abschafften und sie mit ihrer Ideologie vollstopften.“
Eine zweite Welle von Erlebnisberichten und Memoiren ehemaliger HJ-Mitglieder fand nun Aufnahme. Sie vermittelten ein vielschichtigeres Bild der Lage Jugendlicher während der NS-Zeit und zeigten auch Formen der Anpassungsverweigerung. Kater schließt:

„Das traumatische Wissen um die von einer totalitären Diktatur erzeugte Gewaltherrschaft und Intoleranz hatte diese Menschen davon abgehalten, sich zu erinnern, solange ihnen die Schande und die Katastrophe noch zu nahe gingen. Im Alter fiel es ihnen leichter, sich den Erinnerungen zu stellen und sich noch einmal vor Augen zu führen, wo in dieser Schreckensherrschaft ihr Platz gewesen war und was sie dazu beigetragen hatten […].“

Die neuere Forschung rückte vom Bild des monolithischen Blocks ab, das die NS-Führung für die damalige deutsche Jugend entworfen und erfolgreich propagiert hatte. Nach Klönne misslang die NS-Sozialisation bei vielen damaligen Jugendlichen: Jugendbanden entzogen sich dem HJ-Drill, illegale oppositionell eingestellte jugendbündische Gruppen bestanden fort.
Mancherorts bewirkten auch angedrohte Strafen für HJ-Dienstverweigerung nichts. So wurde im bayerischen Landkreis Landsberg Mitte 1942 festgestellt, dass seit zwei bis drei Jahren kein HJ-Dienst mehr stattgefunden hatte. Andererseits schien die HJ nach Klönne weitverbreitete Erwartungen der Zeit vor und um 1933 zu erfüllen, besonders für bis dahin „unterprivilegierte“ (das heißt von der Jugendbewegung kaum erfasste) Gruppen wie die Landjugend und den Großteil der weiblichen Jugend. Beiseite geräumt schienen nun „soziale Abstände, Stadt-Land-Unterschiede oder geschlechtsgebundene Differenzen“.
Die langfristige Wirkung der HJ-Indoktrination auf die Betroffenen ist eher individuell als allgemein ermittelbar. Rolf Schörken weist darauf hin, dass flächendeckende „Kurse“ und „Lehrpläne“ dazu erst 1936 eingeführt wurden und ab 1939 kriegsbedingt nur noch eingeschränkt umgesetzt werden konnten. Vielfach habe es am einzelnen HJ-Führer gelegen, welchen Umfang die ideologische Unterweisung annahm. Die ab 1937 errichteten, der HJ unterstellten Adolf-Hitler-Schulen hatten 1943 nicht mehr als 2027 Schüler und stagnierten bei fortschreitendem Krieg aus Geldmangel.

## Rezeption im Film
- Blut und Ehre – Jugend unter Hitler. Fernsehminiserie, 1982.